# Willi Pennig
Willi Pennig (* 28. Dezember 1908 in Mannheim; † 16. Dezember 1973) war ein deutscher Fußballspieler.

## Spielerkarriere
Pennig gehörte dem SV Waldhof Mannheim von 1927 bis 1943 an, für den er zunächst in den vom Süddeutschen Fußball-Verband ausgetragenen Meisterschaften in der regional höchsten Spielklasse, der Bezirksliga Rhein/Saar, Punktspiele bestritt. Als Sieger der Gruppe Rhein hervorgegangen, nahm er mit seiner Mannschaft daraufhin an der Endrunde um die süddeutsche Meisterschaft teil, die diese als Siebter von acht teilnehmenden Mannschaften abschloss. Diesen Erfolg vermochte seine Mannschaft am Saisonende 1929/30, 1930/31, 1931/32 und 1932/33 zu wiederholen, die beste Platzierung bei den jeweiligen Teilnahmen an den Endrunden um die Süddeutsche Meisterschaft war der vierte Platz 1930/31.
Von 1933 bis 1945 bestritt er in der Gauliga Baden, in einer von zunächst 16, später auf 23 Gauligen zur Zeit des Nationalsozialismus als einheitlich höchste Spielklasse im Deutschen Reich, Punktspiele, die Spielzeiten 1939/40 und 1941/42 in der Gruppe Nordbaden.
Während seiner Vereinszugehörigkeit gewann er zweimal die Gaumeisterschaft Nordbaden und fünfmal die Gaumeisterschaft Baden. Aufgrund der Erfolge nahm er mit seiner Mannschaft auch an den jeweiligen Endrunden um die Deutsche Meisterschaft teil. 1935/36 wurde die Meisterschaft in vier Gruppen zu je vier Mannschaften ausgetragen, von denen die Gruppensieger die beiden Halbfinalspiele bestritten. Er bestritt alle sechs Spiele der Gruppe D und debütierte am 5. April 1936 beim 2:0-Sieg über den Kölner CfR im ersten Gruppenspiel. Als Drittplatzierter schied er mit seiner Mannschaft aus dem Wettbewerb aus. Diese Konstellation ergab sich auch 1936/37 mit dem Unterschied, das ihm in den sechs Gruppenspielen ein Tor gelang; bei der 1:4-Niederlage am 4. April 1937 gegen den 1. FC Nürnberg im ersten Gruppenspiel erzielte er mit dem Tor zum 1:3 in der 56. Minute das einzige seiner Mannschaft. Sein letztes Endrundenspiel bestritt er am 12. Mai 1940 bei der 0:1-Niederlage gegen die Stuttgarter Kickers im ersten Gruppenspiel. Der SV Waldhof Mannheim zog als Gruppensieger ins Halbfinale ein, das am 14. Juli 1940 mit 1:3 beim FC Schalke 04 verloren wurde, wie auch das Wiederholungsspiel um Platz 3 mit 2:5 gegen den SK Rapid Wien am 28. Juli, nachdem die erste Begegnung eine Woche zuvor mit 4:4 nach Verlängerung keinen Sieger hervorgebracht hatte.
In dem 1935 neu geschaffenen Pokalwettbewerb für Vereinsmannschaften um den Tschammerpokal, kam er von 1935 bis 1939 in ununterbrochener Folge in insgesamt 22 Spielen zum Einsatz, in denen er drei Tore erzielte. Seine letzten drei Pokalspiele absolvierte er mit der ersten und zweiten Runde sowie dem Achtelfinale 1941.
Sein Debüt am 1. September 1935 beim 6:1-Erstrunden-Sieg über Eintracht Bad Kreuznach krönte er sogleich mit seinen ersten beiden Toren zum 2:1 in der 22. und 4:1 in der 52. Minute. Er bestritt drei weitere Spiele, bevor ihn und seine Mannschaft das Aus im Halbfinale, bei der 0:1-Niederlage gegen den späteren Pokalsieger 1. FC Nürnberg ereilte. 1936, nach vier Spielen, die er bestritt, folgte das Aus im Viertelfinale, 1937 im Halbfinale, 1938 im Viertelfinale. 1939 bestritt er sechs von acht Spielen einschließlich des einen von zwei notwendig gewordenen Wiederholungsspielen des Halbfinales und des Finales. Das am 28. April 1940 im Berliner Olympiastadion ausgetragene Finale endete mit der 0:2-Niederlage gegen den 1. FC Nürnberg.

## Erfolge
- Tschammerpokal-Finalist 1939
- Gaumeister Baden 1934, 1936, 1937, 1940, 1942
- Gaumeister Nordbaden 1940, 1942

## Trainerkarriere
Nach dem Ende des Zweiten Weltkriegs trainierte er den SV Waldhof Mannheim von Februar bis Mai 1948 in der Oberliga Süd, eine von zunächst drei, später auf fünf Staffeln erweiterte höchste deutsche Spielklasse.